# Herbert Conert
Herbert Conert (* 8. September 1886 in Magdeburg; † 7. Juni 1946 in Dresden) war ein deutscher Architekt, Stadtplaner und Baubeamter, von 1945 bis 1946 wirkte er als Stadtbaurat in Dresden.

## Leben

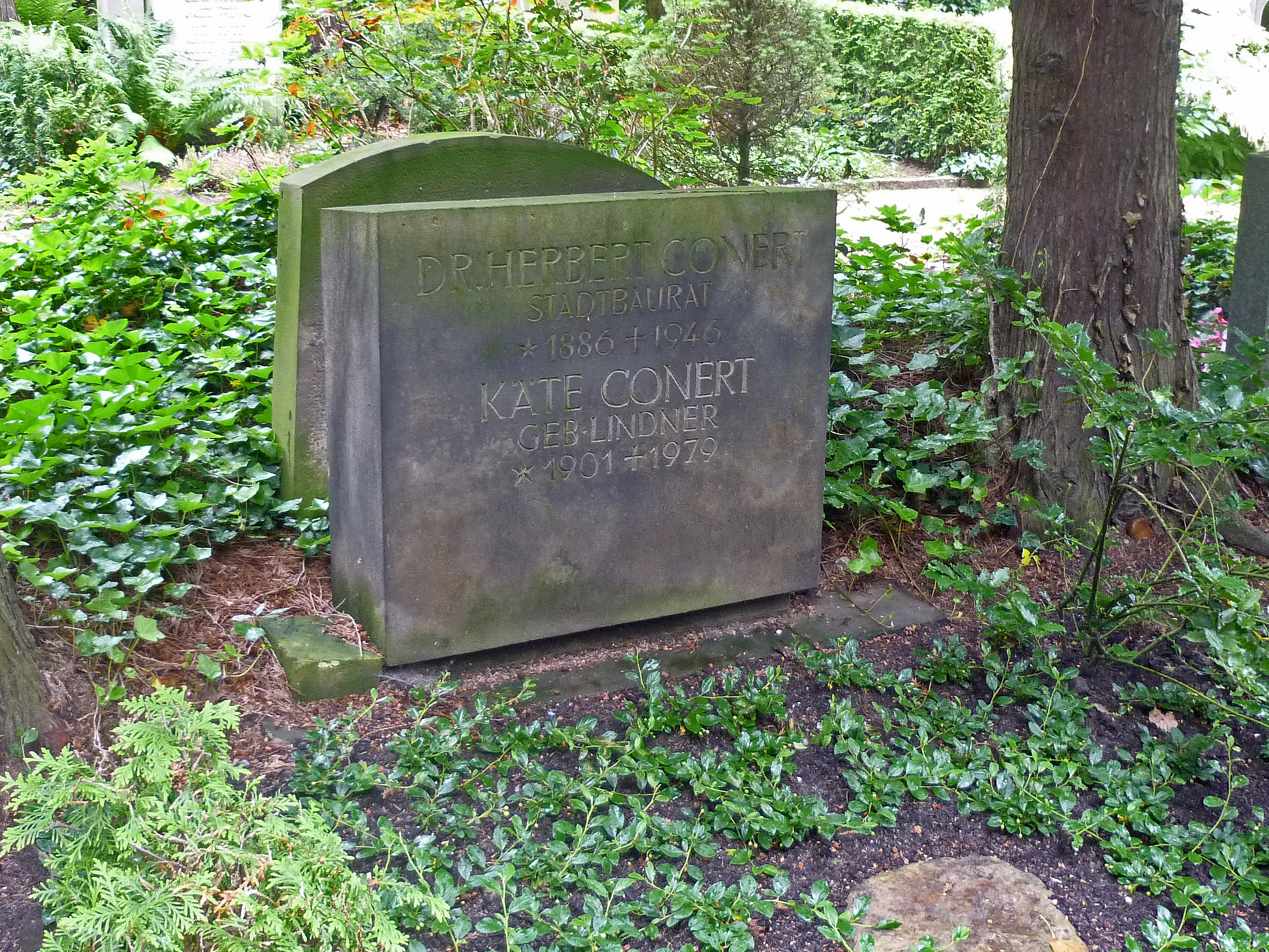
Grab von Herbert Conert auf dem Loschwitzer Friedhof

1911 wurde Conert mit der Dissertation Die sächsischen Terraingesellschaften und ihr Einfluß auf die Stadterweiterung an der Technischen Hochschule Dresden zum Doktor-Ingenieur (Dr.-Ing.) promoviert. Er nahm als Leutnant der Reserve am Ersten Weltkrieg teil, wobei er bereits im Oktober 1914 verwundet wurde und in französische Kriegsgefangenschaft kam.

## Wirken
Ab 1922 leitete Conert das Dresdner Baupolizeiamt, im Jahr 1932 wurde er Leiter des Stadterweiterungsamtes. Als ausführender Architekt leitete er gemeinsam mit Karl Paul Andrae von 1933 bis 1936 die von Paul Wolf geplante Neugestaltung des Dresdner Königsufers unter nationalsozialistischen Vorzeichen. 1936 übernahm Conert die Leitung des Stadtplanungsamts der Stadt Dresden.
1945 wurde Conert als Stadtbaurat für den am 11. Mai 1945 suspendierten Paul Wolf eingesetzt und blieb dies bis zu seinem plötzlichen Tod ein reichliches Jahr später. Er erarbeitete in dieser Zeit den Großen Dresdner Aufbauplan, die erste städtebauliche Konzeption zum Wiederaufbau des stark zerstörten Dresdens, der allerdings zahlreiche Planungen der NS-Zeit aufnahm. Auch wenn Conert eine Vermittlung zwischen Tradition und Moderne beim Wiederaufbau der Stadt Dresden öffentlich als Ziel postulierte, so legte dieser auf Grund seiner Planungskontinuität trotzdem die Grundlage für zahlreiche Flächenabbrüche der ersten Jahre nach 1945 (insbesondere in der östlichen Seevorstadt und in der Pirnaischen Vorstadt – heutiger Straßenzug der St. Petersburger Straße).
Nach Kriegsende gehörte Conert am 25. August 1945 zu den 30, für einen künftigen Landesverband Sachsen ausgewählten Mitunterzeichnern des Gründungsaufrufes der CDU.
Conerts Grab befindet sich auf dem Loschwitzer Friedhof in Dresden. Nach Herbert Conert war in Dresden die Dr.-Conert-Straße in der Inneren Neustadt benannt; nach deren Rückbenennung in Theresienstraße ist seit 1993 der Conertplatz in Löbtau nach ihm benannt.

„Keiner seiner Nachfolger im Amt hatte eine derartige fachliche Kompetenz, Kreativität und Ausstrahlungskraft, wie sie der Größe der Aufgabe, Dresden neu zu errichten, angemessen gewesen wäre.“

## Schriften
- Die sächsischen Terraingesellschaften und ihr Einfluß auf die Stadterweiterung. Leipzig 1911.
- Gedanken über den Wiederaufbau Dresdens. Dresden 1947. (Digitalisat)